# Kommunistischer Oberschülerverband
Der Kommunistische Oberschülerverband (KOV) wurde am 7. Oktober 1972 als Oberschülerverband der Kommunistischen Partei Deutschlands (Aufbauorganisation) in West-Berlin und Nordrhein-Westfalen gegründet. Er bestand bis 1975.

## Geschichte
Der Gründung des KOV ging eine Mitwirkung der KPD (AO) und des Kommunistischen Studentenverbandes (KSV) als Oberschülerkommission (OSK) im damaligen „Zentralrat der Westberliner Oberschüler“ voraus. Dieser war eine Organisation verschiedener linksradikaler Gruppen, die von Flügelkämpfen zwischen Maoisten, Trotzkisten, und marxistisch-leninistischen Gruppen war und sich am 9. Dezember 1972 aufloste.
Politische Grundlage der Arbeit der Oberschülerkommission waren nach eigener Aussage die „OSK-Thesen“ der KPD/AO (RPK, Nr. 138). Im Mai 1973 veröffentlichte die Zentrale Leitung des KOV das Aktionsprogramm des KOV. Hierin wurde die Entwicklung der Klassenkämpfe in der Bundesrepublik Deutschland im Zusammenhang mit der Verschlechterung der Lebensbedingungen der Arbeiterklasse dargestellt und zum Kampf gegen Imperialismus und Militarismus aufgerufen. Das Aktionsprogramm formulierte die Aufgaben des KOV als „Kampf gegen die kapitalistische Ausbildung, gegen die bürgerliche Ideologie, gegen politische Unterdrückung und Entrechtung und für unabhängige Schülervertretungen“. „Im Kampf an der Seite der Arbeiterklasse“ setzte sich der KOV das Ziel, die Schüler „umzuerziehen, ihnen einen wahrhaft proletarischen Standpunkt zu eigen zu machen“.
Organisatorisch wurde der KOV auf Bundesebene von der „Zentralen Leitung“ geführt, an deren Spitze ein Sekretariat stand. Regionalkomitees in den einzelnen Bundesländern leiteten die Arbeit der verschiedenen Zellen als Grundorganisationen an den einzelnen Schulen. Die Mitglieder waren kommunistische Kader, die sich dem Primat der Politik untergeordnet hatten. Die Sympathisanten wurden auf Sympathisantentreffs der jeweiligen KOV-Zelle geschult und in die politische Arbeit der KOV-Zelle oder der jeweiligen KOV-Vertretung am Ort einbezogen.
Die wenigen örtliche Gruppen des KOV jenseits West-Berlins entstanden vor allem im Jahr 1972 durch die Vietnamausschüsse, vor allem in kleineren Provinzstädten, wurden später in die KOV-Strukturen eingegliedert. Die Sympathisantengruppen nannten sich oft, soweit sie überhaupt spezifische Namen führten, meist Kommunistische Oberschüler (KO) mit Stadtnamen, also KOF wie KO Frankfurt, KO/H wie KO/Hamburg (ca. 35 Mitglieder), KO/G wie KO/Göttingen (vermutlich ca. 15 Mitglieder), KO S/M wie KO Schaumburg/Minden, KO/M für KO München etc.
Der KOV war 1974 in 22 Orten in verschiedenen Bundesländern vertreten; seinen vermutlich relativ größten Einfluss hatte er jedoch an verschiedenen West-Berliner Gymnasien und den Schulen des Zweiten Bildungswegs, der P.A. Silbermann-Schule und dem Berlin-Kolleg in West-Berlin. Gerd Langguth bilanziert „Offensichtlich war es den KPD-Schülern nicht gelungen, in breitangelegter Form in der Schülerschaft Fuß zu fassen“.
Der KOV gab die Zeitschrift Schulkampf, die vorher von der OSK des KSV herausgegeben wurde, als sein Zentralorgan, zeitweise mit regionalen Beilagen, heraus, das 1975 eingestellt wurde.
Im Herbst 1975 wurde der KOV aufgelöst; die kommunistische Arbeit unter Schülern wurde vom Kommunistischen Jugendverband Deutschlands der KPD (AO) fortgesetzt.

## Verfassungsschutz
Der Kommunistische Oberschülerverband wurde seit seiner Gründung durch die Verfassungsschutzbehörden des Bundes und des Landes Nordrhein-Westfalen als linksextrem eingestuft.

## Eigene Publikationen
- Ausgewählte Reden, Aufsätze und Beschlüsse der KPD-Aufbauorganisation, Berlin 1971
- Rote Presse-Korrespondenz (RPK), Nr. 138
- Kommunistischer Oberschülerverband (KOV), Aktionsprogramm, Dortmund 1973
- Kämpfende Jugend, Zentralorgan des KJVD, Köln, 5. März 1975, Nr. 5